# 黃宏泰
黃宏泰，MH（1964年—），生於香港，祖籍海南島文昌縣，與現任新加坡總理黃循財同一家族。就讀喇沙小學時差不多每年考試𠊷數第一，後分別入讀天主教伍華中學和陳樹渠紀念中學。1980年，十六歲便是單車全港公開賽市政局盃亞軍，19歲明愛教育團體周年運動會，全港400公尺金牌。39歲步入政壇，由區議員新丁到區議會主席（香港特區政府禮賓府排名，區議會主席比金紫荊勳章還要高一級）。2021年至23年香港灣仔區議會主席任期完成後引退。約20年前已經成為馬會全費會員。五屆司徒拔道選區議員及上市公司審計師及執業會計師。曾任多間香港主板上市公司之非執行董事及審核委員會主席，擁有城大法律學榮譽學士學位及浸大工商管理榮譽學士學位。值得一提他兒子是美國籍，也是在英國愛丁堡法律學院之法律系修讀法律，由於得到獎學金，現在在南加州大學USC深造法律碩士課程。黃宏泰是香港歷史上第一位擁有執業會計師背景的區議會主席。曾是香港島四個行政區唯一之區議會主席及香港唯一以個人名義之上市公司審計師。2023年後，是香港歷史上最後一位民選灣仔區議會主席。現主力做非全職運動員及當會計師行首席合夥人。
曾為香港協進聯盟會員，其後港進聯解散後並無再加入其他政黨；2003年時以獨立身份參選灣仔區議會選舉。
除此之外，黃宏泰曾與香港特別行政區財政司陳茂波同期參加過2004年立法會選舉，但一起敗北及2021年立法會選舉的會計界功能組別選舉。選舉立法會前，被傳媒報道，先前已放棄了美國永久居留權。最近期事件，2023年底斥巨資進行司法覆核，聘請全港頂尖資深大狀，狀告城規會，聆訊會在2024年8月進行。

## 政治生涯
2003年區議會選舉馮兩努放棄連任，本區吸引到前港進聯成員黃宏泰（上屆參選香港東區康山選區）、民建聯張國鈞現任副律政司和獨立候選人梁志培參選，結果由黃宏泰以776票擊敗兩位對手（張338票及梁262票）。
2007年區議會選舉，黃宏泰與2006年成立的公民黨黨員司馬文爭奪本區議席，最後黃宏泰以696票勝過司馬文的567票。2011年區議會選舉，公民黨改派吳彥強參選，黃宏泰亦爭取連任，黃以1,068票對吳524票再次當選。
2015年區議會選舉，傘後團體灣仔廣義區麗莊與黃宏泰對壘，黃宏泰最終以五百票之差勝過對手（黃宏泰1,150票對區麗莊642票）。
2019年區議會選舉，灣仔起步派出周錦基挑戰黃宏泰，結果黃宏泰以1,908票打敗1,591的周錦基，由於是次灣仔區選舉香港島各界聯合會只有黃宏泰和修頓的李碧儀兩人成功連任，連同創建力量謝偉俊和自由黨林偉文，建制陣營在灣仔區議會取得足夠票數提名黃宏泰競逐灣仔區議會主席，成為本屆全港島唯一的建制派區議會主席候選人。最終黃宏泰敗於得到9名民主派議員支持的灣仔起步楊雪盈，其後他以不接納即場提名的做法違法為由，要求即席參選副主席，被灣仔區民政事務專員陳天柱拒絕。
2021年9月21日，黃宏泰在無競爭下自動當選新一任灣仔區議會主席，接替早前被指宣誓無效的前灣仔區議會主席楊雪盈。2023年底不再尋求連任。

## 歷屆選舉結果
| 政党   | 政党             | 候选人    | 票数  | %     | ±      |
| ------ | ---------------- | --------- | ----- | ----- | ------ |
|        | 香港島各界聯合會 | ①. 黃宏泰 | 1,908 | 54.53 | -9.64  |
|        | 灣仔起步         | ②. 周錦基 | 1,591 | 45.47 | 不適用 |
| 多数票 | 多数票           | 多数票    | 317   | 9.06  | 不適用 |

| 政党   | 政党             | 候选人    | 票数  | %     | ± |
| ------ | ---------------- | --------- | ----- | ----- | - |
|        | 香港島各界聯合會 | ①. 黃宏泰 | 1,150 | 64.17 |   |
|        | 灣仔廣義         | ②. 區麗莊 | 642   | 35.83 |   |
| 多数票 | 多数票           | 多数票    | 508   | 28.35 |   |

| 政党   | 政党             | 候选人    | 票数  | %     | ± |
| ------ | ---------------- | --------- | ----- | ----- | - |
|        | 香港島各界聯合會 | ①. 黃宏泰 | 1,068 | 67.09 |   |
|        | 公民黨           | ②. 吳彥強 | 524   | 32.91 |   |
| 多数票 | 多数票           | 多数票    | 544   | 34.17 |   |

| 政党   | 政党             | 候选人    | 票数 | %     | ± |
| ------ | ---------------- | --------- | ---- | ----- | - |
|        | 香港島各界聯合會 | ①. 黃宏泰 | 696  | 55.11 |   |
|        | 公民黨           | ②. 司馬文 | 567  | 44.89 |   |
| 多数票 | 多数票           | 多数票    | 129  | 10.21 |   |

| 政党   | 政党             | 候选人    | 票数 | %     | ± |
| ------ | ---------------- | --------- | ---- | ----- | - |
|        | 香港島各界聯合會 | ①. 黃宏泰 | 776  | 56.39 |   |
|        | 民建聯           | ②. 張國鈞 | 338  | 24.57 |   |
|        | 无党籍           | ③. 梁志培 | 262  | 19.04 |   |
| 多数票 | 多数票           | 多数票    | 438  | 31.83 |   |